# Wienermelange

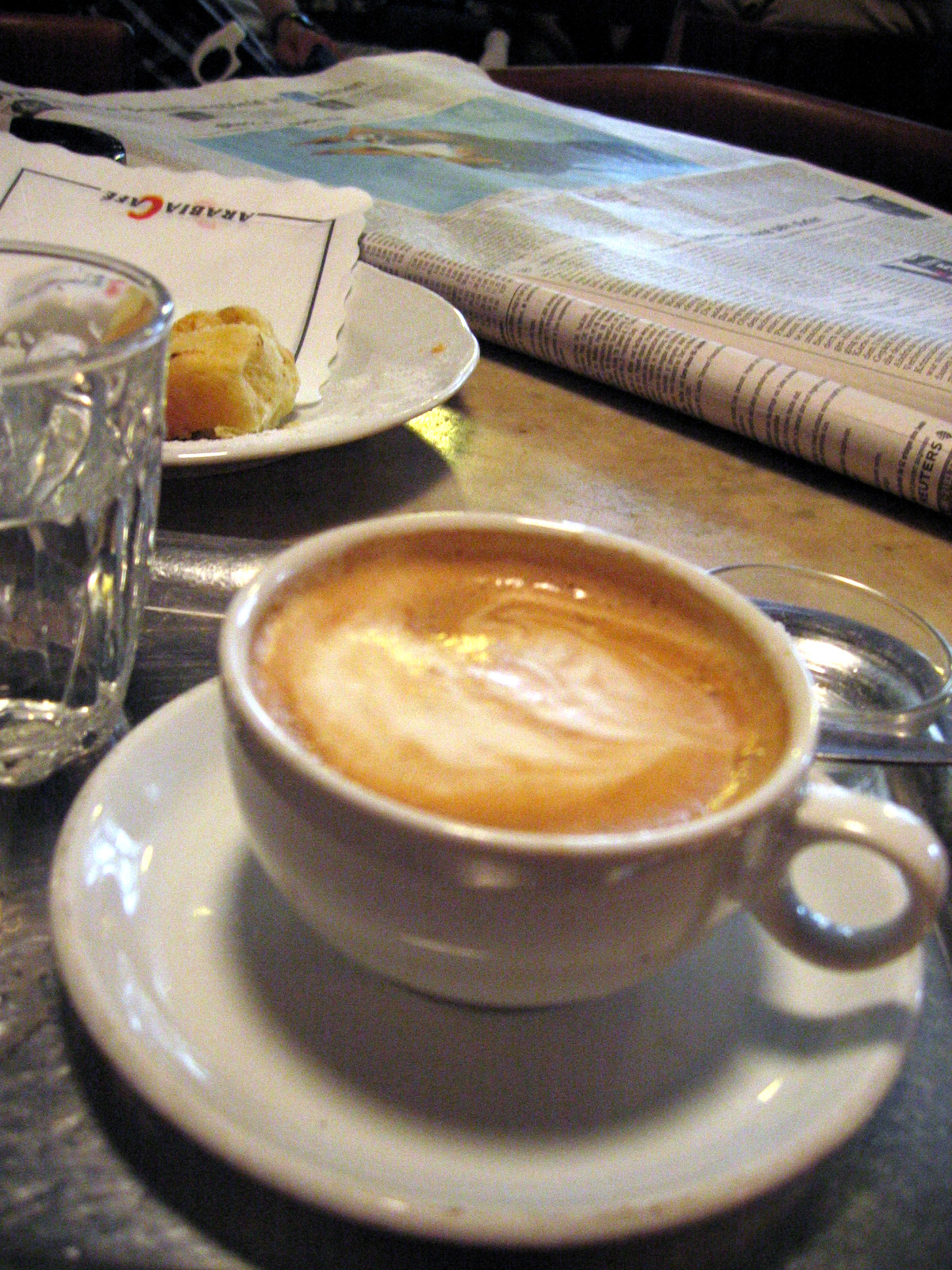
Wienermelange

Wienermelange is een romige, gesuikerde koffie, afgewerkt met slagroom en cacaopoeder. De koffie kan zowel warm als koud gedronken worden. In Wenen wordt simpelweg van Melange gesproken.

## Warm op basis van ei
Het schuim wordt geklopt van een halve eierdooier en een eetlepel kristalsuiker. Dit schuim wordt vermengd met een kop sterke koffie die afgewerkt wordt met slagroom en cacaopoeder.

## Koud op basis van roomijs
Een mengsel van een eetlepel kristalsuiker en een eetlepel honing wordt met een kop koffie vermengd en in een koelkast afgekoeld. Eenmaal gekoeld wordt dit weer over een bolletje vanilleroomijs gegoten en afgewerkt met slagroom en cacaopoeder.